# Matera
Matera je italské město v oblasti Basilicata, hlavní město stejnojmenné provincie. Leží na okraji plošiny Murgia. V jeho okolí se nacházejí nejvýznamnější místa pobytu jeskynního člověka v oblasti Středomoří. Od roku 1993 jsou "Sassi di Matera" (kameny Matery), nejstarší část města, součástí světového dědictví UNESCO.

## Historie
Území Matery je osídleno již od paleolitu. Nacházejí se zde neolitické jeskyně, vydlabané v tufové hornině. Město bylo údajně založeno Římany ve 3. století před naším letopočtem jako Metheola podle konzula Lucia Caecilia Metella.
V roce 664 byla Matera dobyta Langobardy (Lombardy) a stala se součástí Beneventského vévodství. V 7. a 8. století byly okolní jeskyně osídleny benediktýny a řeckými ortodoxními mnichy. Období 9. a 10. století bylo charakteristické zápasem mezi Saracény, Byzantinci a římskými císaři, včetně Ludvíka II., který město zničil. Po osídlení Apulie Normany od roku 1043 vládl v Mateře Vilém Železná Paže.
Po krátkém období úpadku, řadě morových epidemií a zemětřesení, se město v patnáctém století stalo aragonskou državou a bylo svěřeno do opatrování baronům z rodiny Tramontano. Avšak roku 1514 obyvatelstvo povstalo proti útlaku a zabilo hraběte Giovanniho Carla Tramontana. V 17. století byla Matera předána Orsiniům. Později se stala hlavním městem Basilicaty a toto postavení si udržela až do roku 1806, kdy Joseph Bonaparte převedl tuto funkci zpět na Potenzu.
Roku 1927 se Matera stala hlavním městem stejnojmenné provincie. Dne 21. září 1943 se materanští vzbouřili proti německé okupaci a jako první italské město bojovali proti Wehrmachtu. Po druhé světové válce zde přetrvávala velká chudoba, stejně jako ve zbytku jihoitalského regionu. V roce 1993 bylo staré město Sassi di Matera zapsáno na seznam světového dědictví UNESCO. V roce 2019 byla Matera (společně s bulharským Plovdivem) Evropským hlavním městem kultury. Od roku 2009 je každoročně o vánočních svátcích v Sassi di Matera pořádáno představení živého betléma.

## Sassi di Matera
Sassi di Matera jsou dvě čtvrti na východním konci města významné pro svá jeskynní obydlí. Čtvrti Sasso Caveoso a Sasso Barisano byly společně s nedalekým Parkem skalních kostelů zapsány na seznam Světového dědictví UNESCO. Řeka Gravina tu vyhloubila v měkkém vápenci soutěsky s jeskyněmi, které byly osídleny již v době kamenné.

## Sousední obce
Altamura (BA), Ginosa (TA), Gravina in Puglia (BA), Grottole, Laterza (TA), Miglionico, Montescaglioso, Santeramo in Colle (BA)

## Vývoj počtu obyvatel
Počet obyvatel

## Matera ve filmu
Podle databáze IMDb se ve městě natáčelo více než 100 filmů, včetně Evangelia sv. Matouše (1964) režiséra P. P. Pasoliniho, hororu Přichází Satan! (1976), Umučení Krista (2004), Wonder Woman (2017) a Není čas zemřít (2021), poslední bondovky s Danielem Craigem v hlavní roli v režii Caryho J. Fukunagy.